# José Gómez Ocaña
José Gómez Ocaña (Málaga, 1860 - Madrid ,1919) fue un médico español pionero en la investigación experimental de los centros ópticos en la corteza cerebral. Su importancia histórica radica, además, en su actividad docente, pues complementaba su dedicación a la práctica experimental con un sólido fundamento teórico basado en un conocimiento riguroso de la bibliografía internacional más actualizada.
Fue miembro de la Real Sociedad Española de Historia Natural y su presidente en 1909. Fue elegido el  miembro de la Real Academia de Ciencias Exactas, Físicas y Naturales con un discurso sobre "Gobierno nervioso del corazón" y tomó posesión el 1904.
Fue también senador desde 1914 hasta su muerte.

## Reseña biográfica
Estudió medicina en la Facultad de Granada, licenciándose en 1882. Completó su formación en fisiología de forma autodidacta, pues la facultad carecía de catedrático en la disciplina. 
Tras intentar ejercer como médico rural, se trasladó en 1885 a Madrid como ayudante en la Facultad de Medicina. En 1886 ganó las oposiciones a la cátedra de fisiología en la Facultad de Medicina de Cádiz, puesto que ocupó durante ocho años. 
Durante ese tiempo, publicó sus primeras monografías, centradas en la fisiología circulatoria y cerebral, y, entre otros trabajos, algunos artículos de síntesis sobre la fisiología digestiva.
En 1894 obtiene la cátedra de fisiología de Madrid, que ocupará hasta su muerte.
Publica en 1896 el compendio Fisiología humana teórica y experimental, que logró cinco ediciones en veinte años. Publica además varios trabajos y participa en varios congresos internacionales. 
En sus últimos años, se dedicó al estudio experimental de las acciones de los iones calcio, sodio, magnesio y potasio. 